# Randers Bike Week
Le Randers Bike Week, est une course cycliste disputée chaque année en été autour de la commune de Randers, dans la région du Jutland-Central. Créée en 2012, cette compétition est divisée en une quinzaine d'épreuves distinctes, en fonction du genre, de l'âge et de la catégorie des participants.
L'épreuve est organisée par le club cycliste de Randers, en collaboration avec le secrétariat chargé de l'organisation des événements de la commune.

## Palmarès

### Élites Hommes (A)
| Année | Vainqueur           | Deuxième              | Troisième            |
| ----- | ------------------- | --------------------- | -------------------- |
| 2012  | Frederik Brendborg  | Håkon Berger          | Simon Jacobsen       |
| 2013  | Martin Grøn         | Lasse Bøchman         | Rasmus Mygind        |
| 2014  | Rolf Broge          | Thomas Juul Jensen    | Nils Lau Broge (da)  |
| 2015  | Andreas Vangstad    | Herman Dahl           | Carl Fredrik Hagen   |
| 2016  | Mathias Westergaard | Christoffer Lisson    | Anders Krogh         |
| 2017  | Tobias Kongstad     | Andreas Kron          | Martin Mortensen     |
| 2018  | Troels Vinther      | Rasmus Bøgh Wallin    | Andreas Hyldgaard    |
| 2019  | Andreas Hyldgaard   | Silas Clemmensen (da) | Michael Carbel       |
| 2020  | Erlend Blikra       | Mads Andersen         | Marcus Sander Hansen |
| 2021  | William Blume Levy  | Magnus Henneberg (da) | Robin Skivild        |
| 2022  | Frederik Muff       | Nicklas Amdi Pedersen | Morten Nørtoft       |
| 2023  | Magnus Bak Klaris   | Martin Szokody (da)   | Gustav Dahl (da)     |
| 2024  | Gustav Dahl (da)    | Emil Schandorff (da)  | Martin Toft          |

### Élites Femmes (A)
| Année | Vainqueur           | Deuxième                | Troisième                |
| ----- | ------------------- | ----------------------- | ------------------------ |
| 2012  | Louise Olsen        | Cecilie Uttrup Ludwig   | Daniëlla Verstraten      |
| 2013  | Lisa Christin Axman | Susanne Plambeck        |                          |
| 2014  | Mette Larse         |                         |                          |
| 2015  | Camilla Møllebro    | Marie Vilmann           | Pernille Mathiesen       |
| 2016  | Rikke Bak Dalgaard  | Marion Nielsen          | Siri Strand              |
| 2020  | Birgitte Krogsgaard | Jorid Behn              | Fiona Turnbull           |
| 2021  | Rebecca Koerner     | Marita Jensen (da)      | Trine Andersen (da)      |
| 2022  | Manon de Boer       | Pia Victoria Stender    | Vibeke Lystad            |
| 2023  | Trine Andersen (da) | Laura Lizette Sander    | Magdalene Lind           |
| 2024  | Vibeke Lystad       | Silje Weitze Antvorskov | Julie Marckmann Sørensen |

### Juniors Hommes
| Année | Vainqueur              | Deuxième               | Troisième            |
| ----- | ---------------------- | ---------------------- | -------------------- |
| 2012  | Mads Würtz Schmidt     | Alexander Ryming       | Mikkel Bahnsen       |
| 2013  | Christoffer Lisson     | Mikkel Bahnsen         | Lasse Høilund        |
| 2014  | Mikkel Dreyer          | Nicolai Petersen       | Tobias Maarfelt      |
| 2015  | Søren Siggaard         | Sebastian Baldtzar     | Anders Ellingsøe     |
| 2016  | Jakob Olsen            | Nicolai Clausen        | Mads Østergaard      |
| 2017  | Aksel Skot-Hansen (da) |                        |                      |
| 2018  | Frederik Thomsen       | Aksel Skot-Hansen (da) | Sebastian Changizi   |
| 2019  | Joshua Gudnitz         | Nikolaj Mengel         | Stian Rosenlund (da) |
| 2020  | Emil Schandorff (da)   | Stian Rosenlund (da)   | Luis Carl Jørgensen  |
| 2021  | Theodor Storm          | Jon Rye-Johnsen        | Jaspar Lonsdale      |
| 2022  | Boas Lysgaard (da)     | Mads Landbo            | Hugo Bruun van Deurs |
| 2023  | Tore Troelsen (da)     | Paul Greijus           | Daniel Weis          |
| 2024  | Mikkel Weigelt         | Magnus Carstensen      | Frederik Hougaard    |